# Nie opuszczaj mnie (powieść)
Nie opuszczaj mnie (tyt. oryginału Never Let Me Go) – powieść science fiction napisana w 2005 r. przez urodzonego w Japonii brytyjskiego pisarza Kazuo Ishiguro, wydana w Polsce w 2005 roku. Książka została w 2005 roku nominowana do Nagrody Bookera.

## Zarys fabuły
Choć czas akcji określony jest na Anglię lat 90. XX wieku, to pewne różnice pomiędzy światem przedstawionym w powieści a światem rzeczywistym każą przypuszczać, że dzieje się ona w świecie alternatywnym.
Jest to historia Kathy (narratorki powieści), Tommy'ego (ukochany głównej bohaterki), jej przyjaciółki Ruth i innych wychowanków Hailsham – szkoły z pensjonatem, która w toku rozwoju akcji okazuje się być "zhumanizowaną" wersją hodowli klonów – przyszłych dawców organów. Wszyscy absolwenci w dorosłym życiu przeznaczeni są do bycia dawcami, aż do momentu, gdy umrą w wyniku trudów kolejnych donacji.
Wśród wychowanków tej szkoły funkcjonuje legenda o tym, że gdy dwoje dawców będzie się naprawdę kochać i to udowodni, uzyskają oni odroczenie, a zwierzchnicy pozwolą im wieść normalne życie przez określony czas. Okazuje się, że to nieprawda. Już po opuszczeniu szkoły, w rozmowie z jej dyrektor Kathy dowiaduje się, że takiej możliwości nigdy nie było, a Hailsham był wyjątkowym miejscem na mapie Anglii, ponieważ wychowankowie innych szkół nie mieli tak komfortowych warunków oraz nie byli tak dobrze wykształceni. Pracujący w Hailsham nauczyciele uczestniczyli w projekcie mającym na celu pokazanie społeczeństwu ludzkiego oblicza klonów oraz udowodnienie, że także klony posiadają duszę.
Po opuszczeniu szkoły Kathy i jej przyjaciele zaczynają prowadzić dorosłe życie, co w ich przypadku oznacza zostanie opiekunem dawców, a potem samym dawcą. W ostateczności zarówno Ruth, jak i Tommy umierają po kilku donacjach, a Kathy kończy pracę jako ich opiekun i sama przygotowuje się do zostania dawcą i spełnienia swojego przeznaczenia.
Nie opuszczaj mnie to antyutopia.
Tytuł powieści to fragment ulubionego utworu Kathy – piosenki Judy Bridgewater z kasety Piosenki po zmroku.

## Nagroda
- 2005 - nominacja do Nagrody Bookera

## Adaptacja filmowa
- Nie opuszczaj mnie